# Phacelurus cambogiensis
Phacelurus cambogiensis är en gräsart som först beskrevs av Benedict Balansa, och fick sitt nu gällande namn av Clayton. Phacelurus cambogiensis ingår i släktet Phacelurus och familjen gräs. Inga underarter finns listade i Catalogue of Life.